# Tractatus in Psalmos
Tractatus in Psalmos è un'opera di Ilario di Poitiers, dottore della Chiesa, scritta negli ultimi anni della sua vita; appartiene al gruppo delle sue opere esegetiche.
L'opera è il commento del libro dei Salmi, a partire dal 118 sino alla fine; si tratta di un commentario fortemente ispirato ad Origene.